# Tahure (1918)
Tahure – francuskie awizo 1. klasy typu Arras, zbudowane w 1919 roku i pozostające w służbie Marine Nationale do II wojny światowej. Okręt operował na wodach Indochin Francuskich, biorąc między innymi udział w bitwie pod Ko Chang. Został zatopiony 29 kwietnia 1944 roku przez amerykański okręt podwodny „Flasher”.

## Historia
„Tahure” był jednym z 30 awiz (określanych również jako kanonierki) typu Arras, których budowa została rozpoczęta jeszcze podczas I wojny światowej. Zwodowany w marcu 1918 roku, wszedł do linii w roku następnym. Wybuch II wojny światowej zastał okręt w składzie francuskiej eskadry dalekowschodniej (Forces Navales en Extrême-Orient), dowodzonej przez admirała Jeana Decoux. 17 stycznia 1941 roku zespół francuski, składający się z krążownika lekkiego „La Motte-Picquet” i czterech awiz, w tym „Tahure”, starł się z jednostkami syjamskimi w rejonie wyspy Ko Chang. Francuzi odnieśli zwycięstwo w bitwie, zaś „Tahure” współuczestniczył w zatopieniu torpedowca „Chonburi”. Artylerzyści awiza wystrzelili 85 pocisków kalibru 138 mm, zaś francuski okręt nie poniósł żadnych strat od ognia przeciwnika.
W późniejszym okresie „Tahure” był wykorzystywany przez wierne rządowi Vichy siły jako eskortowiec na wodach indochińskich. 29 kwietnia 1944 roku został storpedowany i zatopiony w rejonie Hajnanu przez USS „Flasher”.

## Opis konstrukcji
„Tahure” miał kadłub o długości całkowitej 74,9 m, szerokości maksymalnej 8,7 m i zanurzeniu 3,2 m. Wyporność standardowa wynosiła 644 tony metryczne, pełna 850 ton. Napęd stanowiły dwie turbiny parowe systemu Parsonsa o łącznej mocy 5000 KM, zasilane w parę przez dwa kotły parowe i napędzające dwie śruby. Prędkość maksymalna wynosiła 20 węzłów.
Okręt był uzbrojony w dwa pojedyncze działa kal. 138 mm, osłonięte maskami ochronnymi, ustawione przed i za nadbudówką na śródokręciu oraz jedno działo przeciwlotnicze kal. 75 mm na pokładzie dziobowym. Nominalna załoga wynosiła 103 osoby.